# Metriopelia ceciliae
Metriopelia ceciliae là một loài chim trong họ Columbidae.